# Georges Guétary
Georges Guétary, nato Lambros Worloou (Alessandria d'Egitto, 8 febbraio 1915 – Mougins, 13 settembre 1997), è stato un cantante e attore greco naturalizzato francese.

## Biografia
Nipote del pianista classico Tasso Janopoulo, che era accompagnatore del celebre violinista Jacques Thibaud, il futuro Georges Guétary raggiunse nel 1934 la Francia per intraprendere gli studi di commercio internazionale. Grazie all'influenza dello zio, ebbe modo di entrare presto in contatto con l'ambiente musicale parigino.
Jacques Thibaud, dopo averlo ascoltato, gli consigliò di intraprendere la carriera di cantante. Guétary iniziò dunque a prendere lezioni dalla cantante Ninon Vallin e seguì anche dei corsi di armonia e pianoforte. Parallelamente studiò recitazione frequentando corsi di teatro.
Fu tuttavia nel varietà che fece il suo debutto, come cantante nell'orchestra di Jo Bouillon. Nel 1937 venne notato da Henri Varna, direttore del Casino de Paris, che gli offrì un ruolo di boy nella rivista di Mistinguett.
Durante il periodo della seconda guerra mondiale, rimasto senza impiego nello spettacolo, diventò maître d'hôtel in un ristorante di Tolosa. Qui incontrò il fisarmonicista Fredo Gardoni, che lo ingaggiò come cantante e gli consentì di registrare il suo primo disco sotto lo pseudonimo di Giorgio Guétary, nome ispirato all'affascinante borgata costiera di Guéthary, nei Paesi Baschi, dove il cantante aveva soggiornato all'inizio della guerra.
L'incontro con il compositore basco Francis Lopez, anche lui al debutto nel mondo della canzone, sarà decisivo per la carriera di Guétary. Francis Lopez scrisse per lui Caballero e Robin des Bois (1943), che ottennero grande successo. Al momento della liberazione della Francia dall'occupazione nazista, l'operetta A Honolulu (1945), anch'essa di Francis Lopez, era canticchiata da tutti. Georges Guétary interpretò il suo primo film, l'avventura in costume Il conte nero (1945), la cui colonna sonora comprendeva canzoni di Francis Lopez (Cavalier, Avec l'amour, La plus belle, e soprattutto Chic à Chiquito, che riportò un enorme successo).
Divenuto cittadino francese nel 1950, Guétary partì alla conquista del pubblico statunitense. Giunto a New York, nel medesimo anno fu consacrato miglior cantante di operette a Broadway per la sua interpretazione di Arms and the girl, raggiungendo così l'apice della sua carriera. Al ritorno in Francia, ricoprì il ruolo di protagonista in due operette di Francis Lopez, Pour Don Carlos (messa in scena al Théâtre du Châtelet il 17 dicembre 1950) e La Route fleurie (a l'ABC, con prima il 19 dicembre 1952) nelle quali ebbe come partner in scena gli attori Bourvil e Annie Cordy. Senza abbandonare la canzone, egli interpretò una serie di operette di autori diversi ottenendo un successo strepitoso con Pacifico (1958), La Polka des lampions (1962), Monsieur Carnaval (1965, con musiche di Charles Aznavour), Monsieur Pompadour (1971) ed infine Les Aventures de Tom Jones (1974), che però non ottenne grande successo.
Nel 1981, Francis Lopez si rivolse nuovamente a Georges Guétary per una nuova operetta, Aventure à Monte-Carlo, che ottenne un discreto riscontro. Dopo questo rientro sulle scene, il cantante interpretò altri nuovi lavori di Francis Lopez, senza però ottenere i grandi successi degli anni cinquanta: L'Amour à Tahiti (1983), Carnaval aux Caraïbes (1985) e Le Roi du Pacifique (1986), oltre che Hourra Papa di Jo Moutet (1984).
Fra il 1944 ed il 1957, Georges Guétary girò diversi film, tra i quali il più celebre rimane il musical Un americano a Parigi (1951) di Vincente Minnelli, in cui ricoprì il ruolo di Henri Baurel.
Tra i suoi film si ricordano anche Les Aventures de Casanova di Jean Boyer, uscito nelle sale nel 1946.
Georges Guétary morì per un infarto il 13 settembre 1997, a Mougins (Alpi Marittime).

## Le sue operette
Fra parentesi il nome del compositore:
- 1942: La Course à l'amour (Guy Lafarge)
- 1950: Pour Don Carlos (Francis Lopez)
- 1952: La route fleurie (Francis Lopez)
- 1958: Pacifico (Jo Moutet)
- 1961: La Polka des lampions (Gérard Calvi)
- 1965: Monsieur Carnaval (Charles Aznavour)
- 1971: Monsieur Pompadour (Claude Bolling)
- 1974: Les Aventures de Tom Jones (Jacques Debronckart)
- 1981: Aventure à Monte-Carlo (Francis Lopez)
- 1983: L'Amour à Tahiti (Francis Lopez)
- 1984: Hourra papa (Jo Moutet)
- 1985: Carnaval aux Caraïbes (Francis Lopez)
- 1986: Le Roi du Pacifique (Francis Lopez)

## Filmografia
- Quand le cœur chante, regia di Bernard Roland (1938) - mediometraggio
- Monsieur Hector, regia di Maurice Cammage (1948)
- La Femme perdue, regia di Jean Choux (1942)
- L'Inévitable Monsieur Dubois, regia di Pierre Billon (1942)
- Moulins d'hier et d'aujourd'hui, regia di Serge Griboff (1943) - cortometraggio
- Le Cavalier noir, regia di Gilles Grangier (1945)
- Trente et quarante, regia di Gilles Grangier (1945)
- Les Aventures de Casanova, regia di Jean Boyer (1946)
- Jo la Romance, regia di Gilles Grangier (1948)
- Amour et Compagnie, regia di Gilles Grangier (1949)
- Un americano a Parigi (An American in Paris), regia di Vincente Minnelli (1951)
- Paris chante toujours, regia di Pierre Montazel (1951)
- Une fille sur la route, regia di Jean Stelli (1951)
- Plume au vent, regia di Louis Cuny e Ramon Torrado (1952)
- Saluti e baci, regia di Maurice Labro e Giorgio Simonelli (1953)
- Les Tribulations de Monsieur de Biche / A vos ordres Ernestine, regia di Marc Maillaraky (1953)
- Le Baron Tzigane (Der Zigeunerbaron), regia di Arthur Maria Rabenalt (1954)
- Le Chemin du paradis, regia di Willi Forst e Hans Wolff (1956)
- Une nuit aux Baléares, regia di Paul Mesnier (1956)
- Vergiss wenn Du Kannst, regia di Hans H. König (1956)
- Amour, tango, mandoline o On aime qu'une fois (Liebe ist ja nur ein Märchen), regia di Arthur Maria Rabenalt (1957)
- C'est arrivé à 36 chandelles, regia di Henri Diamant-Berger (1957)
- Somnia ou le voyage en Hypnopompia, regia di Hélène Guétary (1995) - cortometraggio